# Субботин, Ефим Фёдорович
Ефи́м Фёдорович Суббо́тин (1918—1984) — Гвардии капитан Советской Армии, участник Великой Отечественной войны, Герой Советского Союза (1945).

## Биография
Ефим Субботин родился 25 декабря 1918 года в селе Куяган (ныне — Алтайский район Алтайского края). После окончания семи классов школы работал в колхозе. В 1939 году Субботин был призван на службу в Рабоче-крестьянскую Красную Армию. Окончил полковую школу. Участвовал в боях советско-финской войны. С начала Великой Отечественной войны — на её фронтах. В 1942 году Субботин окончил Ленинградское артиллерийское училище, в 1944 году — курсы «Выстрел».
К январю 1945 года гвардии старший лейтенант Ефим Субботин был офицером разведки 220-го гвардейского стрелкового полка 79-й гвардейской стрелковой дивизии 28-го гвардейского стрелкового корпуса 8-й гвардейской армии 1-го Белорусского фронта. Отличился во время освобождения Польши. 14 января 1945 года Субботин участвовал в прорыве немецкой обороны с Магнушевского плацдарма и руководил разведывательными операциями полка. В ночь с 25 на 26 января 1945 года он переправился через Варту в районе Познани и захватил плацдарм на её берегу, после чего удерживал его до переправы основных сил.
Указом Президиума Верховного Совета СССР от 24 марта 1945 года гвардии старший лейтенант Ефим Субботин был удостоен высокого звания Героя Советского Союза с вручением ордена Ленина и медали «Золотая Звезда».
В 1946 году в звании гвардии капитана Субботин был уволен в запас. Проживал и работал сначала на родине, затем в городе Жанатас Джамбульской области Казахской ССР. Скончался 8 февраля 1984 года.

## Награды и звания
- Герой Советского Союза (Указ Президиума Верховного Совета СССР от 24 марта 1945 года):
  - орден Ленина,
  - медаль «Золотая Звезда»;
- орден Отечественной войны I степени (приказ командира 28-го гвардейского стрелкового корпуса № 0157/н от 8 июня 1945 года);
- медали СССР.